# 醋酸邻雌二醇
醋酸邻雌二醇，商品名Genovul（吉諾富），是一種合成的類固醇雌激素，衍生自雌二醇。它是克洛瑟雌酮的O,O-二乙酸酯，而與未推出市場的克洛瑟雌酮相比，克洛瑟雌酮醋酸酯是已上市的一種藥物。